# Jules Fleurichamp
Jules Fleurichamp (né Pierre Jules Paton à Paris le 8 décembre 1814 et mort à Vevey le avril 1890) est un chroniqueur financier français du XIXe siècle. Sous son nom de naissance, Jules Paton, il a rédigé le bulletin de la bourse du Journal des débats de la fin des années 1840 à 1887. 
Parallèlement à ses activités de chroniqueur, Jules Fleurichamp a lancé l'hebdomadaire La Cote avec Alfred Périn. Racheté par Eugène Rolland, le titre devient La Semaine financière.